# Mount Kozyak
Mount Kozyak (englisch; bulgarisch връх Козяк wrach Kosjak) ist ein rund 600 m hoher und vereister Berg auf Liège Island im Palmer-Archipel vor der Westküste der Antarktischen Halbinsel. Er ragt 1,67 km südlich des Vazharov Peak, 1,72 km nordwestlich des Leshko Point und 3,6 km nordöstlich des Pavlov Peak in den Brugmann Mountains auf. Die Caleta Coria liegt nordöstlich, die Beripara Cove südlich und der Sigmen-Gletscher nordwestlich von ihm.
Britische Wissenschaftler kartierten ihn 1978. Die bulgarische Kommission für Antarktische Geographische Namen benannte ihn 2013 nach der Ortschaft Kosjak im Nordosten Bulgariens.